# Бадемаста еребија
Бадемаста еребија врста је лептира из породице шаренаца (лат. Nymphalidae). Спада у категорију угрожених и заштићених врста дневних лептира. У Црвеној је књизи Србије и заштићена је Законом о заштити природе.

## Опис врсте
Једноставно се распознаје по окцима чији наранџасти оквир има облик бадема или пламена свеће, што је посебно уочљиво са доње стране крила.
- Erebia alberganus ♂
- Erebia alberganus ♂  △

## Распрострањење и станиште
Настањује цветне планинске ливаде, често близу шуме. Живи у Алпима и свега неколико високих планина јужне Европе. Средиште једне колоније налази се у Бугарској, па је има и у српском делу Старе Планине. У Србији је осим Старе Планине има и на Мокрој Гори код Тутина.

## Биљке хранитељке
Вијук (Festuca ovina) и Anthoxantum odoratum.